# Kart Fighter
Kart Fighter (en chino tradicional, 瑪莉快打; pinyin, Mǎ lì kuài dǎ, "Mario Fighter") es un videojuego de lucha para uno o dos jugadores para Famicom. Se trata de un hack no autorizado de Street Fighter II, utilizando los personajes de Super Mario Kart. Algunos sprites de fondo se toman del juego de NES Little Nemo: The Dream Master. La música de la pantalla de título, así como la música de selección de personaje están tomados del Super Mario Kart de SNES. 
El cartucho es difícil de encontrar al ser una ROM no licenciada, mientras que la ROM se puede descargar desde diversas páginas web en Internet.[cita requerida]

## Personajes
El desarrollador tradujo los nombres japoneses a las letras latinas. Así, en el juego, Yoshi es YOSSY y Mario es MARI. En este juego se pueden elegir entre ocho personajes diferentes: Mario, Luigi, Princesa Peach, Yoshi, Bowser, Donkey Kong Junior, Koopa Troopa y Toad.

## Legado
Varios años después de su lanzamiento, Kart Fighter recibió atención de la crítica por su semblanza con la serie Super Smash Bros.. Las críticas fueron en general positivas, especialmente en el contexto de los juegos de lucha en la NES. o de los juegos de NES sin licencia, categorías consideradas como típicamente de baja calidad. Se alabó su originalidad, música, y relativa falta de errores y algunos incluso considerándolo uno de los mejores juegos no autorizados de su época, alcanzando o sobrepasando la calidad de juegos con licencia similares como Teenage Mutant Ninja Turtles: Tournament Fighters.
Sin embargo, Complex calificó a Kart Fighter como el peor juego de lucha jamás realizado. Otras críticas destacaron negativamente el parpadeo de la pantalla debido al sistema de sprites del juego, inteligencia artificial baja, opciones de menú inexistentes y falta de un final apropiado.